# Ruder-Europameisterschaften 1894
Die 2. Ruder-Europameisterschaften wurden 1894 auf der Saône in Mâcon, Frankreich ausgetragen. Es wurden Medaillen in vier Bootsklassen vergeben. Neu im Wettkampfprogramm war der Zweier mit Steuermann.

## Ergebnisse
| Bootsklasse           | Gold                                                                                               | Silber | Bronze |
| --------------------- | -------------------------------------------------------------------------------------------------- | --- | --- |
| Einer                 | Gresset                                                                                            | Vittorio Leone | Edouard Lescrauwaet |
| Zweier mit Steuermann | Belgien Edouard Lescrauwaet Auguste Lescrauwaet                                                    | Italien Vittorio Leone Federico Costa                                                                                                | Frankreich |
| Vierer mit Steuermann | Frankreich Jules Demaré Clément Dorlia Paul Cocuet Gabriel Sartori                                 | Italien Luigi Rossi Giuseppe Gribaudi Ferruccio Somaglia Attilio Chiantore                                                           | Kaisertum Österreich Dante Sandinelli Ugo Bonazza Guido Calzabar Ermanno Girardelli                                                                              |
| Achter                | Frankreich Jules Demaré Clément Dorlia Paul Cocuet Gabriel Sartori E. Lepron Dupont Sablier Dupont | Italien Luigi Rossi Giuseppe Gribaudi Ferruccio Somaglia Augusto Lange Carlo Carbone Mario Ostorero Giovanni Lenti Attilio Chiantore | Belgien Louis Choisy Paul de Gottal Octave Schepens Léonce Roels Raymond Roels Gustave Brandes Prosper Bruggeman Victor De Bisschop Van Hemelberghe (Steuermann) |

## Medaillenspiegel
| Platz  | Land                 | Gold | Silber | Bronze | Gesamt |
| ------ | -------------------- | ---- | ------ | ------ | ------ |
| 1      | Frankreich           | 3    | –      | 1      | 4      |
| 2      | Belgien              | 1    | –      | 2      | 3      |
| 3      | Italien              | –    | 4      | –      | 4      |
| 4      | Kaisertum Österreich | –    | –      | 1      | 3      |
| Gesamt | Gesamt               | 4    | 4      | 4      | 12     |